# Beni Ahamed Charquía
Beni Ahamed Charquía (en árabe: بني أحمد الشرقية‎, en francés: Bni Ahmed Cherqia) es un municipio marroquí en la región de Tánger-Tetuán-Alhucemas. Desde 1912 hasta 1956 perteneció a la zona norte del Protectorado español de Marruecos.